# Piękno Księstwa Łowickiego
Piękno Księstwa Łowickiego – polski barwny amatorski film dokumentalny z 1937 w reżyserii inżyniera Tadeusza Jankowskiego. Zrealizowany na wąskiej taśmie 16 mm. Przedstawia księżacką kulturę ludową.
Produkcja Tadeusza Jankowskiego zdobyła kilka nagród. We wrześniu 1937 otrzymała złoty medal w konkurencji kolorowych filmów amatorskich na Międzynarodowym Konkursie Filmów Amatorskich w Paryżu. W następnym roku uzyskał Nagrodą Ministra Komunikacji w kategorii filmu krótkiego krajowej produkcji „za wyjątkowe walory propagandowo-turystyczne” na XVIII Międzynarodowych Targach Wschodnich we Lwowie, jak również drugą nagrodę i srebrny medal w Międzynarodowym Konkursie o Puchar św. Stefana w Budapeszcie. Piękno Księstwa Łowickiego prezentowano w kwietniu 1938 roku na Międzynarodowym Pokazie Filmów Amatorskich o charakterze folklorystycznym na Uniwersytecie Columbia w Nowym Jorku. Przychylny odbiór pozwolił na wyświetlanie filmu w innych amerykańskich szkołach wyższych.
Recenzent „Wiadomości Filmowych” napisał:

Poszczególne fragmenty filmu zdumiewają wręcz swą precyzją i delikatnością barw tak często nieznośnie jaskrawych w wielu mocno przereklamowanych «najnowszych systemach» techniki kolorowej. Przepięknie zwłaszcza, chwilami wprost pastelowo, wypadły cudne plenery wsi łowickiej, mieniące tysiącem barw prześliczne stroje ludu, które rywalizują z radosną gamą barw przepysznych kwiatów i soczystością łąk i zarośli.